# كأس الاتحاد الإنجليزي 1893–94
كأس الاتحاد الإنجليزي 1893–94 (بالإنجليزية: 1893–94 FA Cup)‏ هو الموسم 23 من  كأس الاتحاد الإنجليزي. أقيم بتاريخ 14 أكتوبر 1893، والذي يشرف على تنظيمه الاتحاد الإنجليزي لكرة القدم، وكان عدد الأندية المشاركة فيه  32، وفاز فيه نوتس كاونتي.